# Baron al drogurilor
Un baron de droguri sau lord al drogurilor este o persoană care controlează o rețea de trafic de droguri și care este implicat în afaceri ilegale cu droguri. Asemenea persoane sunt dificil de adus în fața justiției, deoarece, de obicei, se folosesc de alte persoane pentru a face vânzările propriu-zise. Condamnarea baronilor de droguri este prin urmare, rezultatul unei acțiuni atent planificată a departamentelor anti-drog și a unor spioni atent inserați în rețeaua lor.

## Baroni de droguri notabili

### Joaquín Guzmán Loera "El Chapo"
Potrivit Departamentului Anti-Drog din SUA, Loera este cel mai mare traficant de droguri din istorie. Este bine cunoscut datorită tunelurilor sale sofisticate, unul dintre ele aflându-se în Douglas, Arizona care îl ajutau să transporte cocaină din Mexic în SUA la începutul anilor '90. În 1993 o încărcătură de 7,3 tone de cocaină ascunsă în mai multe borcane de ardei iuți și destinata Statelor Unite a fost capturată în Tecate, Baja California. În 1993 a reușit să scape la limită de o ambuscadă provocată de Cartelul Tijuana condus de Ramon Arellano Felix și asociații săi. Loera a fost capturat în Guatemala și încarcerat în 2001 într-o închisoare de maximă securitate numită Puente Grande, dar a reușit să evadeze plătind câțiva gardieni și ascunzându-se în mașina spălătoriei.

### Pablo Escobar

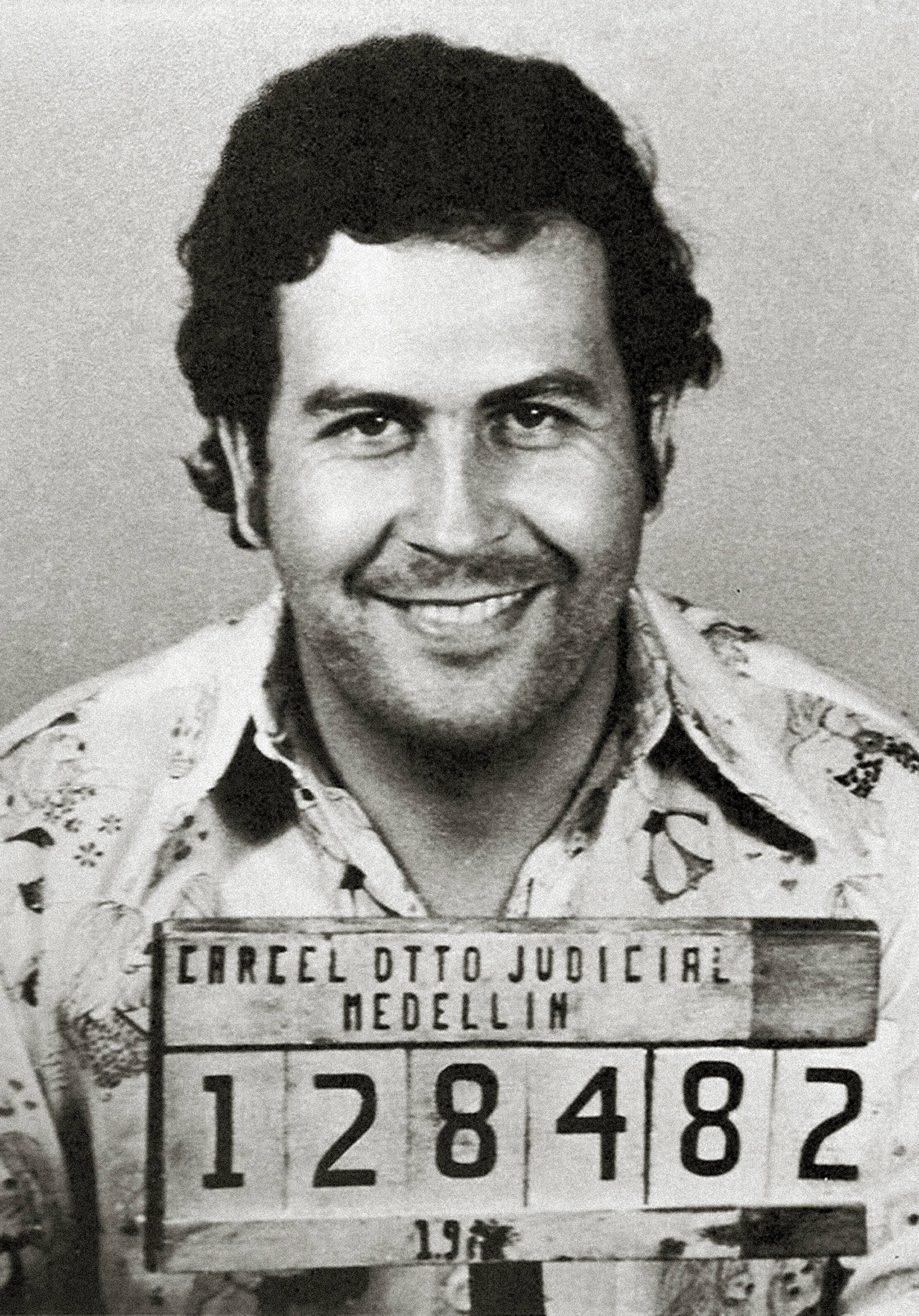
Pablo Escobar

Pablo Emilio Escobar Gaviria (1 decembrie 1949 - 2 decembrie  1993) a fost un lord al drogurilor columbian. Numit de multe ori "cel mai mare infractor al lumii", Pablo Escobar este probabil cel mai evaziv traficant de droguri care a existat vreodată. Este privit ca fiind cel mai bogat infractor din istorie deoarece, în anul 1989, revista Forbes l-a declarat ca fiind al șaptelea bogat al lumii, cu o avere estimată la $25 miliarde deoarece îi obliga pe cetățeni să îi plătească bani. Colecția sa număra mai multe locuințe de lux și automobile, iar în anul 1986 a încercat să intre în politica din Columbia, oferindu-se chiar să plătească datoriile țării de $10 miliarde. Se spune că Pablo Escobar a ars într-o seară doua milioane de dolari doar pentru a se încălzi în timpul unei călătorii mai lungi care l-a prins într-o seară mai răcoroasă. Din cauza acestei întamplări și a altor câteva, Escobar este considerat o legendă în lumea infractorilor.

### Rick Ross

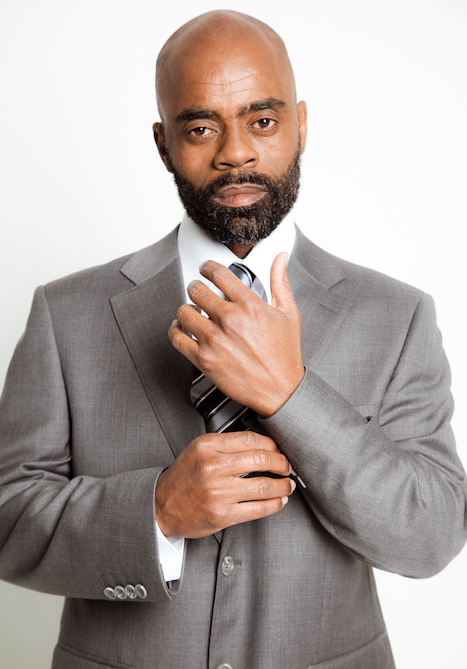
Freeway Rick Ross

Rick Ross (n, 26 ianuarie 1960), cunoscut de asemenea sub numele de "Freeway" Ricky Ross, este un traficant de droguri condamnat și de asemenea cunoscut pentru imperiul drogurilor pe care acesta l-a condus în Los Angeles, la începutul anilor 1980. Porecla "Freeway" (Autostrada) i se trăgea de la numeroasele proprietăți pe care Ross le avea lângă autostrada Harbor. Pe locul unde era construită casa unde a copilărit, s-a construit între timp o autostradă. În timpul apogeului carierei sale de baron al drogurilor, Ross pretinde ca a făcut "2 milioane de dolari într-o zi". Potrivit Oakland Tribune, "În timpul apogeului carierei sale, procurorii estimează că Ross a transportat numeroase tone de cocaină în New York, Ohio, Pennsylvania și în alte locații și a făcut mai mult de 600 de milioane de dolari de pe urma acestora."
În 1996, Ross a fost condamnat la închisoare pe viață după ce a fost găsit vinovat într-un caz în care un agent federal sub acoperire a încercat să îi vândă mai mult de 100 kg de cocaină. Între timp pedeapsa lui Ross a fost redusă la 20 de ani. După această reducere, Ross a mai beneficiat de o reducere datorită bunei purtări și a fost transferat într-o casă sub supraveghere în martie 2009. A fost eliberat apoi pe data de 29 septembrie 2009.

### Manuel Noriega

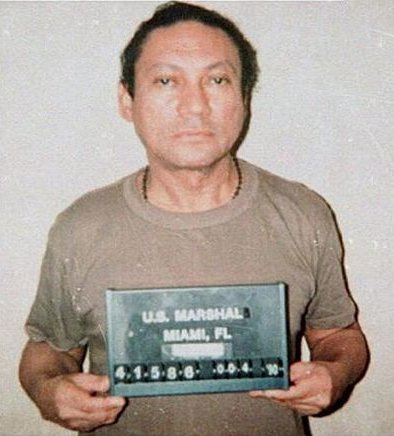
Manuel Noriega, după ce a fost arestat de autoritățile din Statele Unite.

Pentru mai mult de un deceniu, panamanianul Manuel Noriega a fost un colaborator CIA plătit foarte bine chiar dacă autoritățile din Statele Unite știau de la începutul anului 1971 că acesta este implicat în traficul cu droguri și spălare de bani. Noriega era implicat în schimburi cu "arme pentru droguri" și protecție pentru infractorii diferitelor carteluri. El a devenit dictatorul din Panama în 1983, dar a fost dat afară de la putere de către trupele americane în 1989. A murit în 2017 de cauze naturale.

### William Leonard Pickard
Din 1988 până la arestarea sa în 2000, William Leonard Pickard a servit drept cel mai mare producător de LSD din lume. La data capturării sale se estima că organizația lui Pickard era responsabilă de producerea a mai bine de 10 milioane de doze de LSD pe lună cu o valoare estimată la 40 de milioane de dolari. Oficialii Statelor Unite au declarat că s-a observat o scădere cu 90% a traficului cu LSD la nivel mondial dupa arestarea sa.

### Amado Carrillo Fuentes
Din moment ce era cel mai mare traficant de droguri din Mexic, Carrillo transporta de patru ori mai multă cocaină în Statele Unite decât oricare alt traficant din lume, consolidându-și o avere de peste $25 miliarde. Era supranumit El Señor de los Cielos ("Stăpânul Cerurilor") pentru că a utilizat peste 22 de avioane private '727' pentru a transporta cocaina din Columbia în diferite aeroporturi municipale din Mexic, incluzând Juarez. Cu câteva luni înainte de decesul său, Administratia Anti-Drog a Statelor Unite l-a descris pe Carrillo ca fiind cel mai puternic traficant de droguri al erei sale și mulți analiști declarau că a făcut mai mult de $25 miliarde ajungând astfel unul dintre cei mai bogați oameni ai planetei. Carrillo a murit în 1997 în timpul unei operații de chirurgie plastică eșuate prin care dorea să își schimbe înfățișarea și să scape de agențiile anti-drog. Se crede că a murit din cauza unui medicament care i-a provocat o insuficiență sau din cauza unei doze prea mari administrate intenționat. Cadavrele celor doi medici care au efectuat operația la un Spital din Mexic au fost găsite câteva luni mai târziu în niște cazane acoperite cu ciment. Cadavrele conțineau urme de tortură.

### Ramon Arellano Felix
Ramon a fost un traficant de droguri mexican pe care autoritățile l-au legat de cartelul drogurilor Tijuana (cunoscut și sub numele de Organizația Arellano-Felix). La 188 cm și 100 kg, Arellano Felix era cunoscut ca fiind unul dintre cei mai nemiloși membrii ai cartelului și suspectat în numeroase cazuri de crimă. A fost suspectat de poliția din Mexic în cazul unui masacru din 1997 a 12 membrii dintr-o familie de lângă Ensenada, Baja California. Familia se crede ca a avut legături cu un traficant de droguri care a avut niște datorii față de cartelul lui Arellano Felix. Pe data de 18 septembrie 1997 Ramon Arellano Felix a fost a 451-a persoana plasată pe lista celor mai căutați 10 infractori. Dupa această plasare a fost condamnat în Statele Unite pentru trafic de cocaină și marijuana.

### Ismael Zambada Garcia "El Mayo"
Zambada este un nume greu în istoria traficanților, devenind cel mai căutat traficant din Mexic și este de așteptat ca FBI să îl adauge în lista sa de cei mai căutați 10 infractori. De asemenea, Agenția Anti-Drog din Statele Unite este aproape de al plasa pe Zambada în lista lor de cei mai căutați 10 traficanți deoarece este de multe ori numit "traficantul numărul 1". Acesta a devenit mult mai puternic în ultima vreme datorită concurenților săi care au decedat, dintre care unul se crede că a fost omorât la ordinele sale.

### Klaas Bruinsma
Klaas Bruinsma a fost un lord al drogurilor olandez, împuscat mortal de un membru al mafiei și un fost membru al poliției, Martin Hoogland. A fost numit "De Lange" ("Înaltul") sau "De Dominee" ("Predicatorul") din cauza îmbrăcăminții sale închise la culoare și obiceiului de a îi instrui pe ceilalți.

### Arturo Beltran Leyva
Marcos Arturo Beltran Leyva (27 septembrie 1961 - 16 decembrie 2009) a fost liderul organizației de trafic cu droguri mexicane, cartelul Beltran-Leyva, care este în prezent condusă de frații săi: Marcos Arturo, Carlos, Alfredo și Hector. Cartelul este responsabil de traficul și producția de cocaină, marijuana, heroină și amfetamine. Cartelul controlează numeroase rute de trafic în Statele Unite și este, de asemenea, cunoscut pentru spălare de bani, cămătărie, răpire, tortură, crimă organizată. Organizația este responsabilă de numeroase asasinate împotriva unor oficiali mexicani.

### Frank Lucas

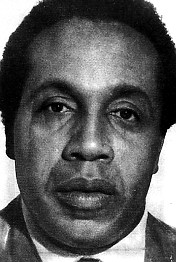
Frank Lucas

Frank Lucas este un fost traficant de heroină și un șef al crimei organizate care a activat în Harlem, New York la sfârșitul anilor '60 și la începutul anilor '70. Este cunoscut pentru faptul că nu folosea alți oameni pentru a își procura drogurile, ci cumpara heroina direct de la sursa sa din Golden Triangle. Lucas a declarat că a folosit la transportarea heroinei sicriele militarilor americani decedați, dar aceasta declarație a fost infirmată de asociatul său din Asia de Sud, Leslie "Ike" Atkinson. Cariera sa a fost ilustrată in filmul „American Gangster” (2007).

### Leroy Barnes
Leroy Antonio "Nicky" Barnes (n. 15 octombrie 1933) este un fost lord al drogurilor și șef al crimei organizate care a condus cunoscuta bandă afro-americană The Council, care controla traficul de heroină în Harlem, New York în timpul anilor '70. În 2007 a scos o carte intitulată "Mr. Untouchable" ("Domnul de neatins"), scrisă de Tom Folsom ocazie cu care s-a lansat și un documentar despre viața sa intitulat la fel. În filmul apărut în 2007, American Gangster, Barnes este interpretat de către Cuba Gooding Jr..

### Zhenly Ye Gon

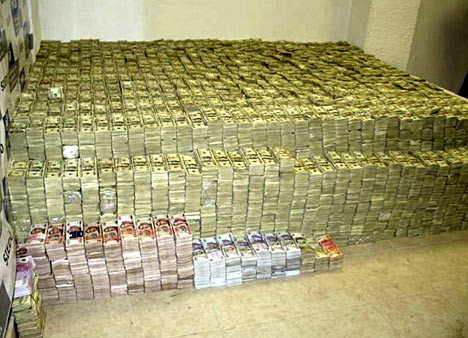
Banii lui Zhenli

Zhenly Ye Gon (n. 31 ianuarie 1963, Shanghai, China) este un om de afaceri mexican de origini chineze acuzat de trafic de pseudoefedrină din Asia în Mexic și la momentul arestării în locuința sa s-au găsit 207 milioane de dolari în bani gheață alături de 18 milioane de pesos.

### Christopher 'Dudus' Coke
Michael Christopher Coke (n. 13 martie 1969), cunoscut de asemenea și sub numele de Dudus, este un baron de droguri jamaican și liderul bandei Shower Posse, reușind să își facă o avere de peste $30 miliarde. Este cel mai tânăr fiu al lordului drogurilor Lester Lloyd Coke a cărui extrădare în 1992 nu a mai avut loc deoarece acesta a decedat într-o închisoare din Jamaica. Până când cel mai tânăr din familia Coke a fost predat autorităților din Statele Unite pe 24 iunie 2010, "Dudus" a fost liderul găștii Tivoli Gardens din orașul Kingston, Jamaica. Până în momentul arestării sale în 2010, autoritățile nu au reușit să intre în cartier fără acordul localnicilor.
Fiul unui traficant de droguri de succes, Coke a crescut într-o familie înstărită și a mers la școli cu copiii politicienilor. A preluat banda după ce tatăl său a decedat și a devenit un lider al Tivoli Gardens distribuind bani celor săraci din cartier, creând locuri de muncă și centre de ajutor.
În 2009, Statele Unite au cerut extrădarea sa, iar în mai 2010 guvernul Jamaicăi, vizibil recalcitrant a emis un mandat. În aceeași lună, guvernul a luat măsuri pentru arestarea acestuia. În timpul bătăliei pentru capturarea lui Coke mai mult de 70 de polițiști și civili au murit într-un raid de pe data de 24 mai 2010 în cartierul Kingston unde acesta se afla. A fost preluat de către autoritățile americane la un punct de frontieră jamaican pe data de 22 iunie 2010.

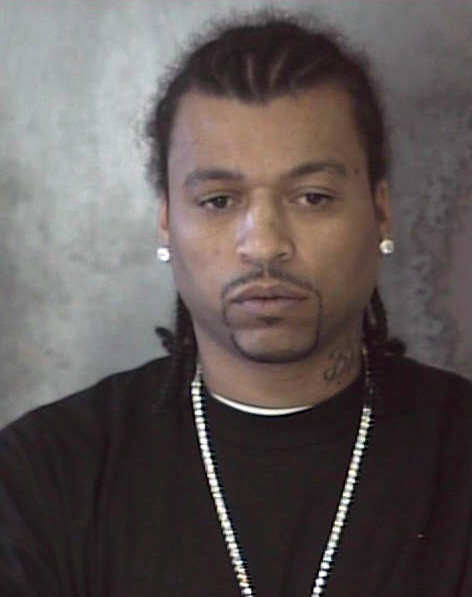
Demetrius Flenory

### Demetrius 'Big Meech' Flenory
Unul dintre co-fondatorii 'Black Mafia Family', acest traficant de droguri bazat în Detroit s-a ocupat cu distribuirea de cocaină pe întreg teritoriul Statelor Unite din 1990 până în 2005. La apogeul carierei sale, a devenit cel mai bine plătit baron de droguri de culoare din istoria Statelor Unite.